# کورتین، قلمرو پایتختی استرالیا
کورتین (به انگلیسی: Curtin) یک حومه شهر در استرالیا است که در قلمرو پایتختی استرالیا واقع شده‌است.